# Batin, Cluj

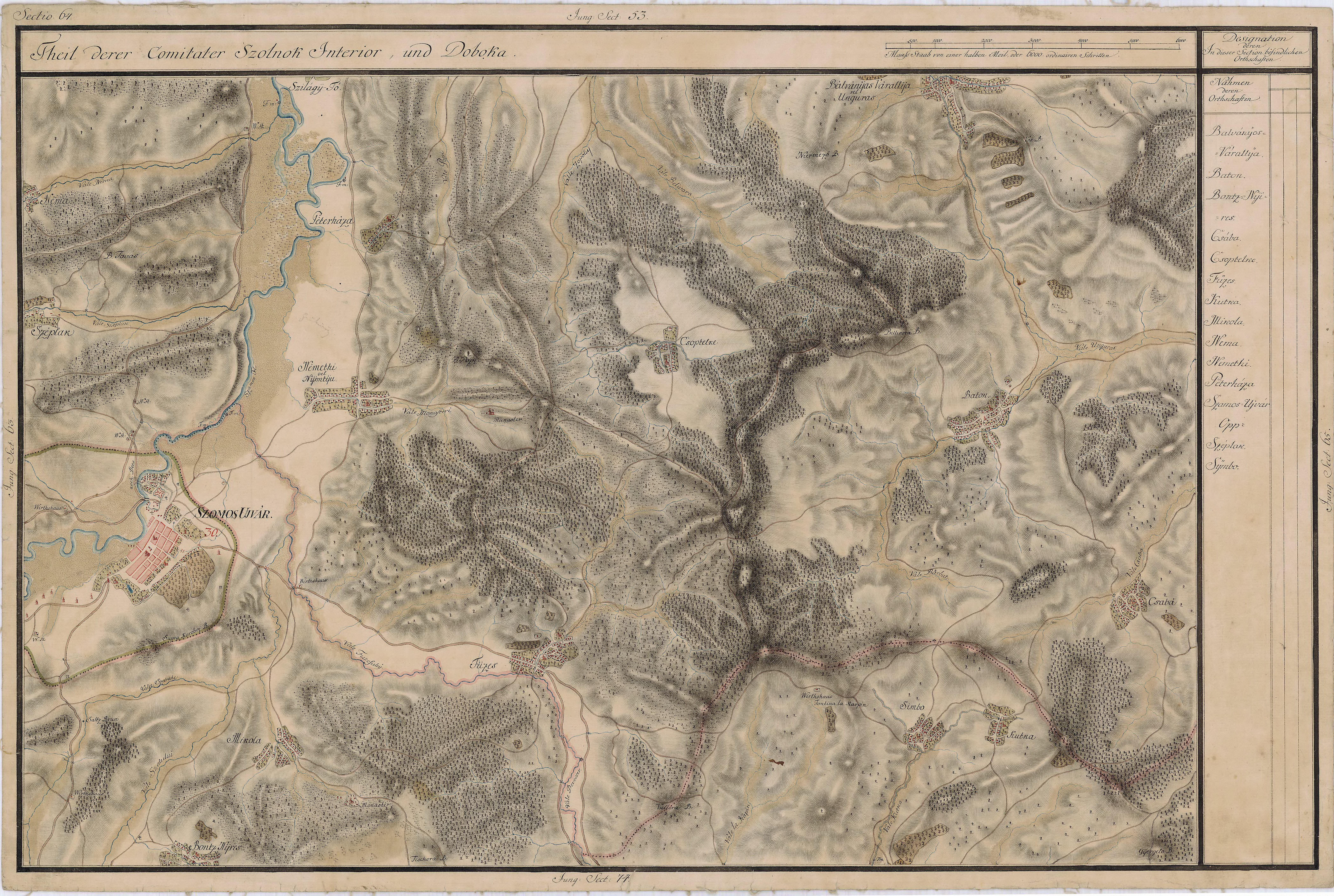
Batin pe Harta Iosefină a Transilvaniei, 1769-1773

Batin (în maghiară Bátony, în germană Battendorf) este un sat în comuna Unguraș din județul Cluj, Transilvania, România.

## Istoric
În evul mediu, satul Batin a făcut parte din domeniul Cetății Unguraș.

## Monument istoric
- Situl arheologic din punctul „La Cetățele” (Latène și Hallstatt), Cod LMI: CJ-I-s-B-06957, Cod RAN: 59906.01.

## Date geografice
În perimetrul acestei localități s-a pus în evidență prezența unui masiv de sare gemă.

## Lăcașuri de cult
- Biserică greco-catolică.

## Personalități
- Clemente Maxim, (1873 - 1947), deputat în Marea Adunare Națională de la Alba Iulia 1918